# Roope Heilala
Roope Heilala est un footballeur finlandais né le 13 août 1980 à Helsinki (Finlande). Il évolue comme défenseur.

## Palmarès
FC Honka
- Coupe de la Ligue de Finlande
  - Vainqueur (2) : 2010, 2011